# Antonio Torres Salvador
Antonio Torres Salvador (Huéneja, província de Granada, 1954) és un polític i educador valencià d'origen andalús. Diputat a les Corts Valencianes a les legislatures V, VI, VII i VIII.
Estudià Filologia Hispànica a la Universitat d'Alacant i fou professor d'institut a Carrús (Elx). Ingressà en el Partit Socialista del País Valencià (PSPV), partit amb el qual en les eleccions municipals de 1979 fou escollit regidor a l'ajuntament d'Elx, secretari de política institucional al Baix Vinalopó i diputat per la circumscripció d'Alacant a les eleccions generals espanyoles de 1979. Com que tenia 24 anys, fou el diputat més jove de la història de les cambres.
El 1980 fou escollit secretari general de la UGT d'Elx i el 1981 dimití del seu escó per haver estat expulsat del partit a causa de diverses disputes internes del partit a Elx. Poc després fou readmés i el 1991 fou nomenat director general de Serveis Socials de la Conselleria de Treball i Seguretat Social de la Generalitat Valenciana. També ha estat diputat per Alacant a les eleccions a les Corts Valencianes de 1999, 2003, 2007, 2011 i 2015. Fou síndic-portaveu del Grup Socialista a les Corts Valencianes des d'abril de 2012, després de la dimissió de Jorge Alarte a causa de la seua derrota en el 12é congrés nacional del PSPV-PSOE davant Ximo Puig, fins que aquest darrer fou triat president de la Generalitat a les eleccions de 2015, és aleshores quan Torres passa a ser director general de Relacions amb les Corts de la Generalitat Valenciana.